# Cargolet pigallat
El cargolet pigallat (Campylorhynchus gularis) és un ocell de la família dels troglodítids (Troglodytidae).
Habita bosc mixt i matollars a les muntanyes de l'oest i est de Mèxic, al nord de Sonora, sud-oest de Chihuahua, sud-oest de Tamaulipas, Michoacán, Querétaro i nord d'Hidalgo.